# Fier
Fier là một thành phố nằm trong quận Fier, hạt Fier của Albania. Thành phố Fier có diện tích 785  km², dân số theo điều tra dân số năm 2001 là 56.297 người, ước tính thời điểm năm 2018 là 120.655 người. Đây là thành phố lớn thứ 7 tại Albania. Fier có cự ly 8 km so với phế tích thành phố Hy Lạp Apollonia. Thành phố được thành lập vào thế kỷ 18.
Sự phát triển của thành phố này là nhờ trữ lượng dầu mỏ, khí đốt và bitum gần đó.